# Maska (film 1994)
Maska (oryg. The Mask) – amerykańska komedia superbohaterska, utrzymana w konwencji kina komiksowego oraz neobarokowego, z 1994 r. w reżyserii Chucka Russella, będąca adaptacją serii komiksów The Mask wydawnictwa Dark Horse Comics.
Film miał premierę w Polsce 5 stycznia 1995 roku. Polski dubbing został po raz pierwszy wyemitowany 27 września 1996 w Canal+.

## Fabuła
Stanley Ipkiss (Jim Carrey), życiowy pechowiec, jest fajtłapowatym pracownikiem banku Edge City Savings & Loans, a jego jedynym przyjacielem jest pies Milo. W wolnym czasie lubi oglądać kreskówki oraz czytać komiksy z serii „Zwariowane melodie” („Looney Tunes”). Pewnego dnia w banku pojawia się piękna Tina Carlyle (Cameron Diaz), w której się zakochuje. Wieczorem udaje się z kolegą do klubu Coco Bongo, którego Tina jest główną gwiazdą, jednak zostaje wyrzucony przez ochroniarzy. W drodze do domu znajduje drewnianą maskę, należącą do Lokiego, nordyckiego boga psot. Maska po nałożeniu zmienia osobowość Stanleya, czyniąc go przebojowym herosem o nadludzkiej sile z charakterystyczną, zieloną twarzą.
Nad ranem budzi go policja, która poszukuje chuligana w masce odpowiedzialnego za nocne zamieszki. Przerażony Stanley próbuje pozbyć się maski, jednak bezskutecznie. Nocą ponownie nakłada maskę i napada na bank, ubiegając gang kierowany przez Doriana Tyrella (Peter Greene), narzeczonego Tiny. Stanley sieje w mieście spustoszenie, a policja namierza go po pozostawionych w banku odciskach palców. Poszukiwany zarówno przez policję, jak i gang Doriana, Stanley próbuje znaleźć wyjście z sytuacji, i zyskać serce Tiny.
Gang Doriana wyznacza nagrodę 50 tysięcy dolarów za informację o tym, kim jest Maska i gdzie przebywa. Peggy Brandt (Amy Yasbeck), podrzędna dziennikarka lokalnej gazety „Tribune”, uwodzi Stanleya. Gdy odkrywa, że to on jest tytułową Maską, wydaje go w ręce Doriana. Dorian odbiera Stanleyowi maskę, a po jej założeniu staje się pełnym mocy złoczyńcą. Udaje się wraz ze swoim gangiem do Coco Bongo, aby przejąć władzę nad miastem.
Stanley, oskarżony o napaść na Bank, zostaje aresztowany. Porucznik Kellaway (Peter Riegert) nie słucha uwag Ipkissa o tym, że maska jest teraz w rękach Doriana, przez co może doprowadzić on do zniszczenia miasta. Stanley wydostaje się z aresztu przy pomocy psa Milo. Razem udają się do Coco Bongo, aby stawić czoła Dorianowi, gdzie Milo po raz drugi wykazuje się psim bohaterstwem, pomagając Ipkissowi odzyskać maskę. Przemieniając się w swoje alter ego, Stanley pokonuje Doriana, zdobywając jednocześnie serce Tiny. Film kończy scena wyrzucenia maski do rzeki przez Stanleya. Po napadzie udaje się do klubu Coco Bongo, gdzie napotyka szefa gangu.

## Obsada
- Jim Carrey – Stanley Ipkiss/Maska
- Max – Milo (Jack Russell terrier)
- Cameron Diaz – Tina Carlyle
- Peter Greene – Dorian Tyrell
- Richard Jeni – Charlie Schumaker
- Peter Riegert – porucznik Mitch Kellaway
- Jim Doughan – Doyle
- Amy Yasbeck – Peggy Brandt
- Orestes Matacena – Niko
- Tim Bagley – Irv Ripley
- Nancy Fish – pani Peenman

## Wersja polska
Wersja polska: MASTER FILM na zlecenie Canal+

Reżyseria: Maria Horodecka

Dialogi: Maria Horodecka, Alicja Karwas, Elżbieta Włodarczyk

Dźwięk: Urszula Ziarkiewicz

Montaż: Agnieszka Kołodziejczyk

Kierownictwo produkcji: Adam Wieluński

Wystąpili:
- Tomasz Kozłowicz − Stanley Ipkiss / Maska
- Marcin Troński − Dorian Tyrell
- Andrzej Ferenc − Porucznik Mitch Kellaway
- Agata Gawrońska − Tina Carlyle
- Cezary Morawski − Charlie Schumaker

oraz:
- Hanna Dunowska − Peggy Brandt
- Mirosława Nyckowska − Pani Peenman
- Jan Kulczycki − 
  - Freeze,
  - Mechanik Burt,
  - Detektyw Doyle
- Zbigniew Suszyński − Pan Dickey
- Jerzy Molga − Dr Arthur Neuman
- Mieczysław Morański − Mechanik Irv Ripley
- Krzysztof Zakrzewski
- Tomasz Jarosz
- Anna Apostolakis − Maggie
- Elżbieta Jędrzejewska − Kobieta przeprowadzająca wywiad z doktorem Neumanem
- Leopold Matuszczak − Kolega Peggy
- Jacek Czyż − Burmistrz Mitchell Tilton
- Dariusz Odija − Ochroniarz Coco Bongo

i inni
Lektor: Maciej Czapski

## Kreacja głównego bohatera
Stanley Ipkiss to nieśmiały, niedojrzały (o czym świadczy zamiłowanie do kreskówek) oraz bojaźliwy pracownik banku-molochu. Jest życzliwy, dobroduszny, ale naiwny, przez co często jest wykorzystywany przez otaczających go ludzi (jak w przypadku, gdy chcąc zabrać na randkę koleżankę z pracy, zdobył bilety na upragniony przez nią mecz, które ta podstępem wyłudziła od niego, aby udać się na mecz z przyjaciółką). Jego nieśmiałość nie pozwala mu zawalczyć o siebie, przez co często jest on niewidzialny dla innych ludzi i rezygnuje z wielu przyjemności życia (przy pierwszej próbie wejścia do Coco Bongo jego przyjaciel, Charlie, figurujący na liście gości w klubie, nie zauważa, że Stanleyowi przez przypadek nie udaje się razem z nim przekroczyć bramki na wejściu do klubu). W filmie ukazany jest również jako stereotypowy pechowiec: wykonuje pracę, za którą nie przepada, traktowany jest przez innych jak kozioł ofiarny oraz osoba łatwa do oszukania. Nawet zwykłe przedmioty utrudniają mu życie, co szczególnie widać w scenie, w której zastępcze auto Stanleya, stary garbus, w sposób komiksowy i dosłowny rozpada się na środku mostu. Stanley jest również beznadziejnym romantykiem, który wierzy, że pewnego dnia znajdzie idealną dziewczynę. Nie potrafi on nawiązać głębszych relacji międzyludzkich – jego najlepszym przyjacielem jest terier Milo, realizując stereotyp „wiernego psa”: ratuje on swojego pana z więzienia oraz pomaga mu odzyskać maskę podczas starcia z Dorianem w Coco Bongo.
Po założeniu Maski w Stanleyu budzi się śmiały, odważny w czynach, nie straszny zarówno nikogo, jak i konsekwencji swoich czynów mężczyzna, który pod osłoną nocy korzysta w pełni z uroków miejskiego życia. Jego bronią jest ironia, śmiech oraz doprowadzanie sytuacji, w których się znajduje, do granic absurdu. Dzięki temu kształtuje on otaczającą rzeczywistość zgodnie ze swoimi potrzebami. Stanley-Maska zyskuje również ponadludzkie możliwości swojego ciała: jest szybki niczym tornado, giętki jak guma i dysponuje nieograniczonym asortymentem akcesoriów, które wyciąga z kieszeni swojego żółtego garnituru, od zabawek i kwiatów poczynając, na broni kończąc, zależnie od sytuacji i oczekiwanego efektu „gagu”. Maska wyzwala w nim śmiałość i pewność siebie, której nie posiada na co dzień.
Moc maski zaczyna Stanleya przerażać, gdy odkrywa, że napadł na bank, w którym pracuje. W pierwszej kolejności postanawia się jej pozbyć ze strachu, gdy jednak wpada w ręce Doriana, Ipkiss postanawia pozbyć się jej z uwagi na wielką moc, którą daje, a która może zostać wykorzystana w złych celach. Ipkiss, stając się Maską, odkrywa również nieznane cechy swojego charakteru, których dotychczas uważał, że nie posiada, takie jak odwaga, pewność siebie, szybkość działania i podejmowania decyzji, brak tremy w kontaktach damsko-męskich. Gdy uświadamia sobie, że jako jedyny może powstrzymać Doriana, staje przełamuje swoje własne opory i przechodzi przemianę – wykazuje się brawurą, odwagą, zdecydowanym działaniem oraz pewnością w uczuciach bez potrzeby zakładania maski. Ipkiss staje się osobą, którą zawsze chciał być, bez wspomagania się magicznymi mocami, dzięki czemu dopełnia się jego przemiana.

## Nawiązania do tekstów kultury
- Seria komiksów „Zwariowane melodie” („Looney Tune”): Stanley jest wielkim fanem komiksów. W szafce swojego biurka w pracy trzyma on komiksy z serii Zwariowane melodie, w domu ogląda kreskówki z tegoż uniwersum. Podczas przemiany w Maskę Stanley przypomina bohater kreskówki, naginając racjonalne zasady funkcjonowania świata. Maska nadaje Ipkissowi zachowania bohaterów Zwariowanych Melodii, m.in. szybkość i zapętlenie się w tornado niczym Diabeł Tasmański czy pewność siebie i skłonność do flirtu, charakterystyczne dla Królika Bugsa.

- Króliczka Lola: Postać Tiny nawiązuje do króliczki Loli, sympatii Królika Bugsa, z uniwersum „Zwariowanych Melodii”. Prezentacja Tiny w filmie to bezpośrednie odniesieniem do Loli. Tina, podobnie jak Lola, ma blond włosy, ubrana jest w czerwoną sukienkę, a przy pierwszej ekspozycji pokazuje się ją w charakterystycznej dla króliczki pozie – filmowana od stóp do głowy, stoi ona ze skrzyżowanymi nogami oraz jedną dłonią opartą na biodrze.

- Mitologia nordycka: Pochodzenie Maski w filmie przypisuje się mitologii nordyckiej – miała ona należeć do Lokiego, olbrzyma zaliczanego w poczet bogów, symbol ognia, oszustw i psot. Tłumaczy to działanie maski na Stanleyu, gdyż po założeniu jej wszystkiego swoje działania realizował w sposób humorystycznych figli.

## Neobarokowść i komiksowość filmu
Maska to film wpisujący się w nurt kina komiksowego (czyli operującego przerysowaniem w skali i na modłę komiksową) oraz neobarokowego (film koncentruje się przede wszystkim na ruchu, a przestrzeń filmu jest plastyczna). Maska posiada cechy charakterystyczne dla tego typów kina, takie jak: przerysowanie, nadmiar, parodia, intensywność i plastyczność akcji, przerost formy nad treścią, wieloaspektowość, kolaż, karnawalizacja, mistycyzm, transcendencja, intertekstualność, groteska i burleskowość.

### Niewymagająca fabuła
Zgodnie z wyznacznikami kina komiksowego, fabuła Maski jest prosta i obraca się wokół jednego głównego wątku (dorwanie Maski przez miejscową policję) oraz dwóch pobocznych (starania Stanleya o Tinę, przemiana Tiny, konflikt Stanleya z gangiem Doriana). Wydarzenia dzieją się w sposób linearny, prowadząc do końcowego starcia protagonisty z antagonistą, które kończy się happy endem. Prosta fabuła pozwala na rozbudowanie postaci oraz przerysowanie świata przedstawionego.

### Przerysowanie świata przedstawionego
Przestrzeń, w której rozgrywają się wydarzenia, jest przestrzenią zmyśloną, na co wskazuje już sama nazwa miasta – Edge City („Krańcowe Miasto”). Określenie miasta przymiotnikiem „krańcowe” pozwala zasygnalizować, że znajduje się ono na skraju pomiędzy rzeczywistością a absurdem. Świat filmu jest światem bardzo plastycznym, w którym pojawiają się typowo kreskówkowe i komiksowe sposoby obrazowania, jak np. dosłowne „rozkraczenie się” samochodu Stanleya na moście czy dosłowne, animowane „wyskakiwanie” serca Maski na widok Tiny w Coco Bongo.
Stereotypowość plenerów filmowych pozwala również na ich barwne wyeksponowanie: Coco Bongo to egzotyczny klub, w którym spotyka się elita oraz miejskie gangi; park, w którym dochodzi do pierwszego bezpośredniego spotkania Tiny i Stanleya-Maski wpisuje się w konwencję wodewilową.
Sceny, w których Stanley zamienia się w Maskę, obfitują w burleskowe i groteskowe komentarze do rzeczywistości. Bardzo często nawiązują one do innych konwencji filmowych (wodewil, musical, kreskówka, film gangsterski, komedia romantyczna, film superbohaterski), dzięki czemu ten wielki kolaż można odczytywać jako parodię współczesnego kina rozrywkowego, bazującego na znanych i utartych schematach. Punktem wspólnym wszystkich zastosowanych konwencji jest postać Maski,

### Intensywność i plastyczność akcji
Na film składa się ciąg dynamicznych scen, mających na celu doprowadzić do punktu kulminacyjnego, nie pojawiają się w nim długie ekspozycje. Fabuła koncentruje się na ruchu postaci oraz świata przedstawionego, co szczególnie objawia się przez dynamizm Stanleya-Maski. Maska posiada również zdolność burzenia i kreowania świata przedstawionego, i to rozszerzenie rzeczywistości w dużej mierze napędza akcję filmu. Maska dodaje lub ujmuje elementy w świecie rzeczywistym, kierując się swoimi potrzebami (np. chcąc pozbyć się Doriana na dobre, dorysowuje spłuczkę do palmy w Coco Bongo, i dosłownie spłukuje Doriana do kanałów miejskich).
Dysponowanie przez Maskę wszystkimi możliwymi przedmiotami na świecie to groteskowe ukazanie nieskończoności jego możliwości w konsumpcyjnym świecie. Nadmiar rzeczy to środek bezpośrednio wyrażający przerysowanie filmu, niejako obśmiewający wszystkich dotychczasowych herosów. Maska daje Stanleyowi najpotężniejszą moc we współczesnym świecie: nielimitowany dostęp do przedmiotów, brawurę i czar w zachowaniu oraz umiejętność hipnotyzowania i czarowania ludzi przy pomocy schematów popkulturowych (np. gdy sprawia, że otaczający park policjanci zamiast aresztować go, zaczynają tańczyć w rytm latynoskiej muzyki, tworząc scenę niczym z musicalu).
W oryginalnej ścieżce dźwiękowej nie brakuje również gier językowych, korespondujących z akcją, jak np. scena, w której policjanci próbują dorwać Stanleya-Maskę podczas randki z Tiną w parku – gdy jeden z nich krzyczy w stronę Ipkissa „Freeze!” („Zamarznięty”, ale też „Stój!” w określeniu do ściganego), ten dosłownie pokrywa się lodem w powietrzu.

### Wyrazistość postaci
Każda z postaci w filmie posiada łatwo rozpoznawalne cechy charakterystyczne i odnosi się do znanych i utrwalonych w społeczeństwie Zachodnim stereotypów społecznych i kulturowych:
- Stanley Ipkiss – życiowy nieudacznik, pechowiec,
- Dorian – bezwzględny gangster,
- Tina – femme fatale, wykorzystująca urodę do osiągnięcia swoich celów,
- Maska – przebojowy heros,
- porucznik Mitch Kellaway – nieudolny policjant,
- Charlie – beztroski, głupi obywatel społeczeństwa konsumpcyjnego.

### Mistycyzm, transcendencja
Pojawienie się maski oraz zmiany w życiu Stanleya zapowiada symbolicznie mistyczny znak, jakim jest grzmot i błyskawica. Pojawia się w filmie kilka razy, antycypując wydarzenia związane z maską i jej mocą (podczas umówienia się z Charliem na wieczór w Coco Bongo, zakładania Maski przez Ipkissa czy Doriana po raz pierwszy). W tradycji kart Tarota Piorun (znana też jako Wieża albo Wieża Boga) to najbardziej złowróżbnych kart w talii, oznaczająca całkowite zniszczenie, utratę własności oraz problemy uczuciowe. Grzmot zaś uznawany jest w kontekście religii jako symbol kary oraz nowego początku.
W mitologii nordyckiej zaś grzmot to symbol Thora, boga burzy i piorunów. Thorowi podczas wypraw często towarzyszył Loki, bóg psot (i to swoim podstępkiem doprowadził do stworzenia dla Thora jego atrybutu – młota), od którego w filmie pochodzić ma maska. Grzmot i błyskawica w filmie zapowiadają zmiany dla każdego z bohaterów, który ją założy: symboliczną śmierć starego, niepewnego siebie Stanleya, pozyskanie nowego życia i kobiety poprzez odkrycie w sobie własnej odwagi oraz karę dla Doriana za czynione zło. Przypominają również o konflikcie między nordyckimi bogami i olbrzymami.
Nad Edge City unosi się zielona, radioaktywna aura oparów metanu nad miastem, symbolicznie wskazując na jego skażenie złem, również tym, które wyrządzić może Maska w niewłaściwych rękach.

## Różnice pomiędzy filmem a komiksem[14]
- W filmie Stanley znajduje maskę w rzece, w komiksie kupuje ją w antykwariacie jako prezent dla swojej dziewczyny Katherine.
- W komiksie Stanley jest bardzo agresywną postacią, co ujawnia się po przemianie w Maskę. Po jej pierwszym założeniu, Stanley dokonuje serii zabójstw (m.in. zabijając gang rowerowy, który zaatakował go, gdy kupował maskę, czy nauczyciela, który ośmieszył go, gdy był dzieckiem). W filmie Stanley jako Maska jest niegroźnym psotnikiem, który nie chce nikogo poważnie skrzywdzić, a ewentualnej zemsty dokonuje poprzez ośmieszenie i poniżenie.
- W komiksie pojawia się postać Katherine, dziewczyny Stanleya, która staje się również ofiarą Maski, nie pojawia się za to postać Tiny.
- W komiksie ogarnięty żądzą mordu Stanley ginie zastrzelony przez Katherine.

## Nagrody i nominacje
Oscary za rok 1994
- Najlepsze efekty specjalne – Scott Squires, Steve „Spaz” Williams, Tom Bertino, Jon Farhat (nominacja)

Złote Globy 1994
- Najlepszy aktor w komedii/musicalu – Jim Carrey (nominacja)

Nagrody BAFTA 1994
- Najlepsza scenografia – Craig Stearns (nominacja)
- Najlepsza charakteryzacja/fryzury – Greg Cannom, Sheryl Ptak (nominacja)
- Najlepsze efekty specjalne – Scott Squires, Steve „Spaz” Williams, Tom Bertino, Jon Farhat (nominacja)

Nagrody Saturn 1994
- Najlepszy film fantasy (nominacja)
- Najlepsze kostiumy – Ha Nguyen (nominacja)
- Najlepsza charakteryzacja – Greg Cannom (nominacja)

## Odbiór

### Box office
Budżet filmu szacowany jest na 18–23 mln USD. Na całym świecie zarobił on ponad 351 mln dolarów.

### Krytyka w mediach
Film zdobył dobrą reakcję krytyków. W serwisie Rotten Tomatoes zyskał ocenę 79% na podstawie 52 recenzji, a średnia ocen wystawionych na ich podstawie wyniosła 6,47. Natomiast w serwisie Metacritic średnia ważona ocen z 12 recenzji wyniosła ocenę 56.